# 佩蒂利亚德阿拉贡
佩蒂利亚德阿拉贡（西班牙語：Petilla de Aragón）是西班牙纳瓦拉的一个市镇。总面积28平方公里，总人口37人（2001年），人口密度1人/平方公里。